# Сан-Пабло (Ориндж-Волк)
Сан-Пабло (англ. San Pablo) — поселення на північному заході Белізу, в окрузі Ориндж-Волк, північніше від адміністративного центру краю. Село відоме тим, що неподалік нього знаходяться руїни древнього поселення мая — Ногмул (Nohmul).

## Розташування
Сан-Пабло знаходиться на низовині Юкатанської платформи в серединній частині Белізу. Довкола села знаходяться кілька прісноводних озер та в стариці ріки велике озеро. Місцевість навколо Сан-Пабло рівнинна, помережена невеличкими річками та болотяними озерцями, а село стоїть поміж двох найбільших водних артерій — Ріо-Ондо (Río Hondo) та Ріо-Нуево (Rio Nuevo).

## Населення
Населення за даними на 2010 рік становить 1129 осіб. З етнічної точки зору, населення — це суміш: мая, метисів та креолів.
| Рік       | 2000 | 2010 |
| --------- | ---- | ---- |
| Населення | 920  | 1129 |

## Клімат
Сан-Пабло знаходиться у зоні тропічного мусонного клімату. Середньорічна температура становить +24 °C. Найспекотніший місяць квітень, коли середня температура становить +26 °C. Найхолодніший місяць січень, з середньою температурою +21 °С. Середньорічна кількість опадів становить 3261 міліметрів. Найбільше опадів випадає у жовтні, в середньому 404 мм опадів, найбільш сухий квітень, з 46 мм опадів.